# Raspberry ketone
Raspberry Ketone [4-(4-hydroxyphenyl) butan-2-one; RK], là một hợp chất phenol tự nhiên có trong trái mâm xôi đỏ (red raspberry, tên khoa học là Rubus idaeus L.). Raspberry Ketone là hợp chất làm nên mùi hương chủ yếu của mâm xôi đỏ. 

## Trong tự nhiên
Ở thực vật, raspberry ketone được tổng hợp từ coumaroyl-CoA. Mức chiết xuất xeton mâm xôi nguyên chất thường là 1–4 mg mỗi kg quả mâm xôi.

## Điều chế
Do độ phong phú tự nhiên của raspberry ketone là rất thấp, nó được điều chế về mặt công nghiệp bằng một loạt phương pháp qua các chất trung gian hóa học. Một trong những cách này có thể được thực hiện thông qua phản ứng hydro hóa xúc tác aldon chéo. Trong axeton và hydroxide natri, 4-hydroxybenzaldehyde có thể tạo thành xeton α β-chưa no. Chất này sau đó đi qua phản ứng hydro hóa xúc tác để sản xuất raspberry ketone. Phương pháp này có hiệu suất tới 99%.
RK có cấu trúc tương tự như cấu trúc của capsaicin và synephyrine . 

## Ứng dụng
Raspberry Ketone được sử dụng rộng rãi trong công nghiệp sản xuất nước hoa, mỹ phẩm và còn được dùng làm một phụ gia tạo mùi trong thực phẩm. Nó là một trong các thành phần tạo hương vị tự nhiên đắt tiền nhất được sử dụng trong công nghiệp thực phẩm. Hợp chất tự nhiên này có thể có giá thành cao tới $20.000 cho mỗi kg.. Năm 1965, Cục Quản lý Thực phẩm và Dược phẩm Hoa Kỳ xếp raspberry ketone vào loại hợp chất công nhận là an toàn (GRAS = Generally Recognised As Safe).
Capsaicin và synephrine đã được báo cáo là có tác dụng bẻ gãy mỡ, đốt mỡ ở những con chuột được cho ăn thức ăn có chứa lượng mỡ cao. Khi xem xét ở gốc độ tương đồng về cấu trúc, RK có tác dụng bẻ gãy và giúp đốt mỡ ở những tế bào mỡ. Ngoài ra, khi cho chuột đực dùng RK ở liều cao, người ta đã chứng minh được rằng RK giúp ngăn chặn tăng cân do chế độ ăn quá nhiều chất béo. Ngoài ra, RK còn cho thấy giúp tăng ly giải mỡ trắng .
Tác dụng giảm cân và đốt mỡ của RK được cho là do RK có tạo nên tác dụng đối với Adiponectin. Adiponectin là một trong những adipocytokine quan trọng nhất và do mô mỡ tiết ra. Adiponectin có tác dụng điều chỉnh quá trình chuyển hóa của mỡ và đường. Adiponectin đóng vai trò quan trọng trong việc điều chỉnh cân nặng và ổn định nội môi. Nghiên cứu cho thấy thành phần này có liên quan đến bệnh béo phì và các bệnh về chuyển hóa. Khi cơ thể bạn bị béo phì hoặc bị một loại bệnh do rối loạn chuyển hóa gây ra thì nồng độ Adiponectin trong cơ thể sẽ bị giảm Và mục tiêu của các nghiên cứu thuốc và liệu pháp điều trị bệnh béo phì chính là làm sao để tăng hàm lượng adiponectin được tiết ra. Nghiên cứu  đã chứng minh rằng: Tế bào mỡ được nuôi cấy 3T3-L1 preadipocytes, sau 4 ngày được điều trị bằng 10μM RK đã cho thấy đã tăng hàm lượng adiponectin được tiết ra và hàm lượng adiponectin trong tế bào.
Nhà sản xuất bổ sung dinh dưỡng Andrew Lessman chỉ trích và phản đối các phương tiện truyền thông đã tiếp thị về lợi ích giảm cân của raspberry ketone và mạnh mẽ cảnh báo chống lại việc sử dụng nó.